# 하이젠베르크 스핀 사슬
물리학에서 하이젠베르크 스핀 사슬(영어: Heisenberg spin chain)은 1차원 자석의 간단한 양자 역학 모형이다. 양자 적분 가능 모형의 일종이다.

## 정의
다음이 주어졌다고 하자.
- 자연수 {\displaystyle L\in \mathbb {N} }. 이는 스핀 사슬의 길이이다.
- {\displaystyle \operatorname {SU} (2)}의 복소수 표현 {\displaystyle V=\mathbb {C} ^{2s+1}}, {\displaystyle {\vec {\sigma }}_{ab}}, {\displaystyle a,b\in \{1,2,\dotsc ,2s+1\}}. 이는 스핀 {\displaystyle s\in \{0,1/2,1,3/2,2,\dotsc \}}에 의하여 유일하게 결정되며, 스핀 {\displaystyle s}에 대응되는 표현은 {\displaystyle 2s+1} 복소수 차원 표현이다.
- 3×3 실수 대칭 행렬 {\displaystyle J_{ij}\in \operatorname {Mat} (3;\mathbb {R} )}.

그렇다면, 이 데이터에 의하여 주어지는 하이젠베르크 스핀 사슬의 힐베르트 공간은 텐서곱
{\displaystyle {\mathcal {H}}=V^{\otimes L}}
이다. 각 {\displaystyle i\in \{1,\dotsc ,L\}}에 대하여, 그 스핀에 대응하는 힐베르트 공간 {\displaystyle V_{i}} 및 그 위에만 작용하는 {\displaystyle \operatorname {SU} (2)} 표현 {\displaystyle {\vec {\sigma }}_{i}}를 정의할 수 있다.
{\displaystyle s=1/2}일 경우, 그 위의 해밀토니언 연산자는 다음과 같다.
{\displaystyle H_{1/2}={\frac {1}{\hbar }}\sum _{i=1}^{L}J({\vec {\sigma }}_{i},{\vec {\sigma }}_{i+1})}
여기서 {\displaystyle i\in \{1,2,\dotsc ,L\}}은 법 {\displaystyle L}로 취급된다. 즉, {\displaystyle L\equiv 0{\pmod {L}}}이다.
특히, 다음과 같은 용어가 사용된다.
- 만약 {\displaystyle J}의 세 고윳값 {\displaystyle (J_{1},J_{2},J_{3})}이 모두 같다면 (즉, {\displaystyle J}가 {\displaystyle \operatorname {O} (3)} 불변이라면), 이를 하이젠베르크 XXX 스핀 사슬(영어: Heisenberg XXX spin chain)이라고 한다.
  - 이 경우, 만약 {\displaystyle J_{1}=J_{2}=J_{3}>0}이 양수라면 이는 강자성 XXX 스핀 사슬(強磁性XXX spin사슬, 영어: ferromagnetic XXX spin chain)이라고 한다.
  - 이 경우, 만약 {\displaystyle J_{1}=J_{2}=J_{3}<0}이 음수라면 이는 반강자성 XXX 스핀 사슬(反強磁性XXX spin사슬, 영어: antiferromagnetic XXX spin chain)이라고 한다.
- 만약 {\displaystyle J}의 세 고윳값 {\displaystyle (J_{1},J_{2},J_{3})} 가운데 두 개가 같다면 (즉, {\displaystyle J}가 {\displaystyle \operatorname {O} (2)} 불변이라면), 이를 하이젠베르크 XXZ 스핀 사슬(영어: Heisenberg XXZ spin chain)이라고 한다.
- 만약 {\displaystyle J}의 세 고윳값 {\displaystyle (J_{1},J_{2},J_{3})}이 모두 서로 다르다면 (즉, {\displaystyle J}의 안정자군이 자명군이라면), 이를 하이젠베르크 XYZ 스핀 사슬(영어: Heisenberg XYZ spin chain)이라고 한다.

또한, 사용되는 스핀 {\displaystyle s}를 첨자로 표기한다. 예를 들어, “XXX½ 스핀 사슬”은 {\displaystyle J_{1}=J_{2}=J_{3}}이며, {\displaystyle s=1/2}인 하이젠베르크 스핀 사슬을 뜻한다.

## 성질
하이젠베르크 XXX½ 스핀 사슬의 해밀토니언 연산자는 {\displaystyle z} 방향 총 스핀 연산자
{\displaystyle S_{z}=\sum _{i=1}^{L}\sigma _{i}^{z}}
와 가환하며, 이를 마그논 수로 해석할 수 있다.
하이젠베르크 XXXs 스핀 사슬의 {\displaystyle N}-마그논 베테 방정식은 다음과 같다.
{\displaystyle \prod _{m\in \{1,\dotsc ,N\}\setminus \{n\}}{\frac {\lambda _{n}-\lambda _{m}+\mathrm {i} }{\lambda _{n}-\lambda _{m}-\mathrm {i} }}=\left({\frac {\lambda _{n}+\mathrm {i} s}{\lambda _{n}-\mathrm {i} s}}\right)^{L}\qquad \forall n\in \{1,\dotsc ,N\}}

## 역사
베르너 하이젠베르크가 1928년에 도입하였다. 곧 1931년에 한스 베테가 XXX 스핀 사슬을 베테 가설 풀이(영어: Bethe ansatz)를 도입하여 풀었다.